# بوروند
بوروند (به ترکی آذربایجانی: Bürvənd) یک منطقهٔ مسکونی در جمهوری آذربایجان است که در شهرستان حاجی‌قبول واقع شده‌است.